# Amon (demonio)

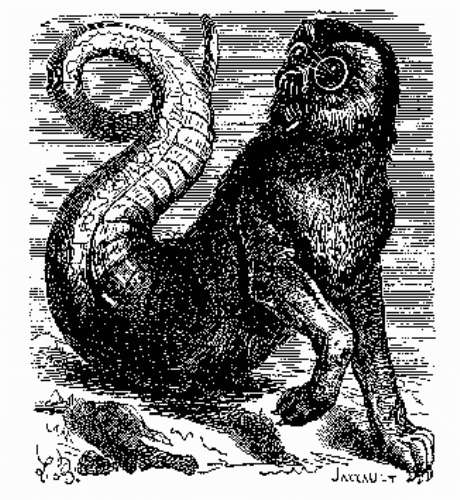
Ilustración de Amon publicada en el Diccionario infernal de Collin de Plancy.

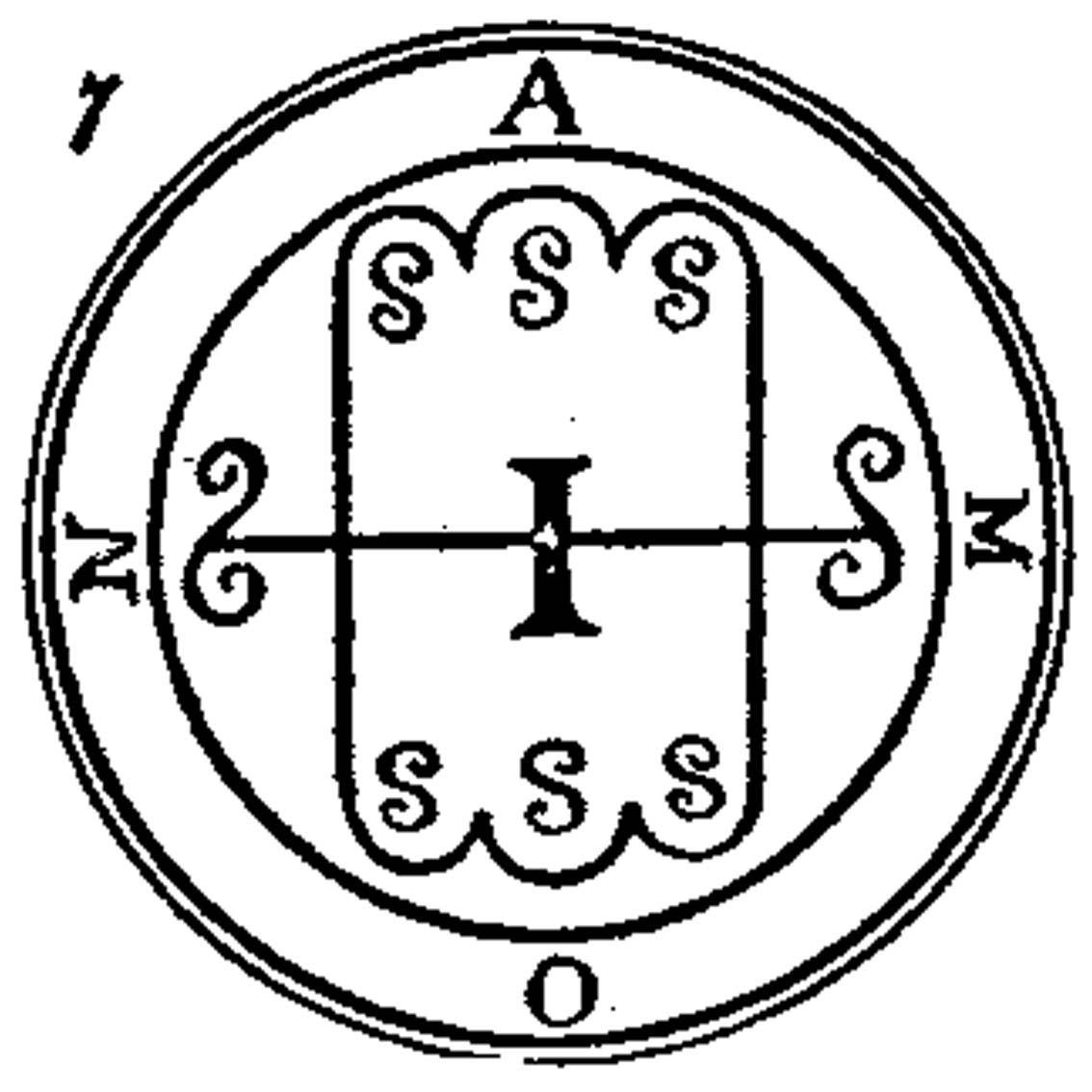
Sello de Amon.

Amon, también escrito Aamon, en demonología es un marqués del infierno que manda cuarenta legiones de demonios. Cuenta las cosas del pasado y del futuro. Es uno de los ayudantes de Astaroth y uno de los tres demonios al servicio de Satanachia, siendo uno de los más firmes de los demonios principales. Su nombre significa riqueza, induciendo a la avaricia. También se lo ha identificado con el pecado del odio.
Conoce el pasado y el futuro dando la autoridad de reconocer y reclamar a sus pactadores otorgando ese conocimiento a aquellos que han pactado con Satanás (conoce y vigila a personas que pactaron con Satanás).
No hay acuerdo en cuanto a su representación, apareciendo a veces como un hombre con cabeza de búho, y otras como un hombre con cabeza de lobo y cola de serpiente. Es descrito como un lobo con cola de serpiente que arroja fuego por la boca, o un hombre con cabeza de cuervo y dientes de perro, o simplemente un hombre con cabeza de cuervo.
Probablemente esté inspirado en el dios egipcio Amón, a quien los judíos guardaban rencor debido al sometimiento de su pueblo por parte del Imperio egipcio. También se le asocia con el dios Ba'al 
hammon de los cartagineses. Su nombre significa "Aquel que induce a la ira y asesinato", tal y como indica su pecado capital haciendo temer a sus enemigos.